# Tivedens nationalpark
Tivedens nationalpark är en nationalpark som ligger i skogsområdet Tiveden. Den invigdes 1983 och omfattar ca 20 km² av centrala Tiveden med Trollkyrka, Stenkällas grotta, Vitsands badstrand och områden med orörd skogsmark. Nationalparken ligger i Västergötland och tillhör kommunerna Laxå och Karlsborg, på gränsen mellan Örebro län och Västra Götalands län. Det finns flera långa vandringsleder, sjöar, grottor och stora klippor.

## Historia
Tiveden vilar på granitberggrund. Samtidigt som Vättern bildades (för 900–1 400 miljoner år sedan) sprack också berget i Tiveden sönder i det rutformade mönster som syns även idag. I sprickornas stråk av krossat berg finns sjöarna och myrarna.
De mellanliggande partierna, där berget förblev helt, finns kvar som branta höjder.
Inlandsisen, som smälte för ungefär 11 000 år sedan, satte också sin prägel på landskapet. Den bröt loss och flyttade med sig stenblock som nu ligger utströdda över hällarna. De flesta och största av blocken hamnade dock i sprickdalarna. Enorma blocksamlingar bildades i många dalar, till exempel vid Stenkälla.
Smältvattnet från isen spolade med sig nästan allt löst material utom de stora blocken ut i inhavet.

## Natur
Den fattiga berggrunden och det tunna jordtäcket skapar knappa villkor för växter och djur. På hällmarkerna kan endast tallen klara sig, och den växer sakta. Marken täcks ibland bara av renlavar. Där det finns lite jord att växa i slår bärrisen rot. Blir jordtäcket ännu lite tjockare kan granen växa, men lövträd är det ont om. Mer näringskrävande arter, som blåsippa och hassel, finns endast på enstaka platser. Nationalparken utgör det enda större området med äldre skog som återstår i Tiveden.

## Djur och växter
Stammarna av älg och rådjur är glesa. Räv, grävling, mård och ekorre förekommer. Även bävern har hittat hit. Den ställer till med en del problem när den dämmer bäckar och diken intill vägarna genom nationalparken. Tjäder, pärluggla och några andra fåglar som trivs i gammal skog finns här, liksom flera hackspettarter. Tretåig hackspett är här nära sydgränsen för sin utbredning. Tiveden är ett biologiskt gränsområde mellan nordliga och sydliga arter. På myrarna kan man till exempel hitta dvärgbjörk, en buske som annars mest finns i Norrland.

## Syfte
Syftet med Tivedens nationalpark är att ett sammanhängande skogs-, sjö- och sprickdalslandskap skall bevaras i väsentligen orört skick och att skogen skall få utvecklas mot urskog. Med andra ord lämnas mark, vatten, växter och djurliv i princip till fri utveckling. Området görs också tillgängligt för allmänheten inom sevärda och attraktiva partier, med hänsyn till att väsentliga naturvärden inte skadas.

## Läge
Nationalparken nås enklast söderifrån, från riksväg 49 mellan Karlsborg och Askersund. Därifrån är det skyltat mot Tivedens nationalpark. En mindre väg går genom området och passerar Stenkällegården. Vägen fortsätter sedan norrut genom parken fram till allmän väg mellan Askersund och Tived. Nationalparken kan också nås med hjälp av skyltar från Askersund i nordost och från E20 vid Finnerödja i nordväst. I parkens mitt finns en informationscentral med parkering och en utställning. En parkering finns även i parkens norra del, intill Vitsand vid sjön Trehörningen.

## Tillgänglighet
Besökscentrum med informationsutställning. Bad finns vid Vitsand i nordvästra delen av nationalparken. På båda platserna finns rast- och eldplatser samt toaletter och sopställ. 

## Utvidgning
Nationalparken nyinvigdes den 19 maj 2017 i samband med att den utvidgades med cirka 50 procent till drygt 2000 hektar. Den tillkommande ytan består dels av hela området runt sjön Stora Trehörningen, utom Ösjönäs lägergård som ligger som en enklav inuti parken, dels ett område i öster som adderar värdefull skogsmark.
Alla leder fick inför inyinvigningen egna, separata, markeringar. Bland annat tillkom en ny led runt hela sjön Stora Trehörningen. Två nya entréer har byggts vid badstranden vid Vitsand och i sydväst vid Ösjönäs. Information, tillgänglighet, regler för skötsel och annat har uppdaterats.